# Kirchdorf an der Krems
Kirchdorf an der Krems è un comune austriaco di 4 327 abitanti nel distretto di Kirchdorf an der Krems del quale è capoluogo, in Alta Austria sul fiume Krems.